# 24 uur van Le Mans 1976

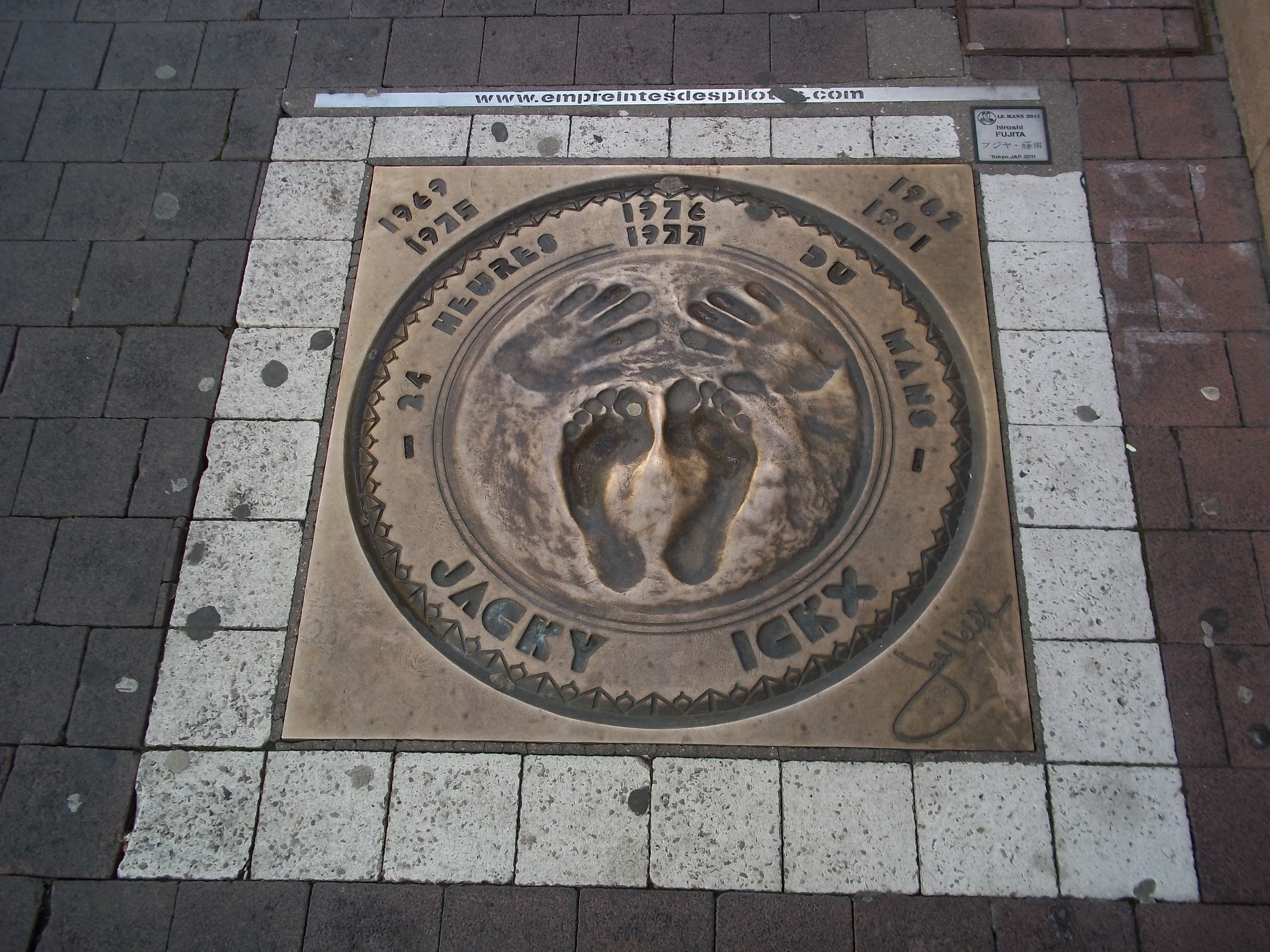
Hand- en voetafdrukken van Jacky Ickx, winnaar in 1976.

De 24 uur van Le Mans 1976 was de 44e editie van deze endurancerace. De race werd verreden op 12 en 13 juni 1976 op het Circuit de la Sarthe nabij Le Mans, Frankrijk.
De race werd gewonnen door de Martini Racing Porsche System #20 van Jacky Ickx en Gijs van Lennep. Ickx behaalde zijn derde Le Mans-zege, terwijl Van Lennep zijn tweede overwinning behaalde. De Gp.5 SP-klasse werd gewonnen door de Martini Racing Porsche System #40 van Rolf Stommelen en Manfred Schurti. De GTP-klasse werd gewonnen door de Inaltéra #1 van Henri Pescarolo en Jean-Pierre Beltoise. De Gp.4 GT-klasse werd gewonnen door de "Ségolen" #71 van André Gahinet, Michel Ouvière en Jean-Yves Gadal. De IMSA GT-klasse werd gewonnen door de Tom Vaugh #77 van Tom Vaugh, John Rulon-Miller en Jean-Pierre Laffeach. De Gp.6 2.0-klasse werd gewonnen door de Daniel Brillat/Georges Morand #35 van Georges Morand, François Trisconi en André Chevalley. De Gp.2 TS-klasse werd gewonnen door de Les Maisons de Week-End #95 van Jean-Louis Ravenel, Jean Ravenel en Jean-Marie Détrin.
De race werd overschaduwd door een dodelijk ongeluk van André Haller. Hij raakte bij de bocht Mulsanne van de baan, waardoor de auto meerdere keren om zijn as draaide, tegen de vangrail reed en vervolgens in brand vloog. Haller werd uit de auto gehaald, maar overleed later op weg naar het ziekenhuis aan de verwondingen die hij opliep aan zijn borstkas.

## Race
Winnaars in hun klasse zijn vetgedrukt. Auto's die minder dan 70% van de afstand van de winnaar (244 ronden) hadden afgelegd werden niet geklasseerd. De #29 José Thibault werd gediskwalificeerd omdat deze te veel achterstand had opgelopen.
| Pos. | Klasse   | No. | Team                                     | Coureurs                                                           | Chassis                     | Motor                      | Banden | Ronden |
| ---- | -------- | --- | ---------------------------------------- | ------------------------------------------------------------------ | --------------------------- | -------------------------- | ------ | ------ |
| 1    | Gp.6 3.0 | 20  | Martini Racing Porsche System            | Jacky Ickx Gijs van Lennep                                         | Porsche 936                 | Porsche 2.1L F6 turbo      | G      | 349    |
| 2    | Gp.6 3.0 | 10  | Grand Touring Cars Inc.                  | Jean-Louis Lafosse François Migault                                | Mirage M8                   | Cosworth DFV 3.0L V8       | G      | 338    |
| 3    | Gp.6 3.0 | 12  | Alain de Cadenet                         | Alain de Cadenet Chris Craft                                       | De Cadenet-Lola T380 LM76   | Cosworth DFV 3.0L V8       | G      | 337    |
| 4    | Gp.5 SP  | 40  | Martini Racing Porsche System            | Rolf Stommelen Manfred Schurti                                     | Porsche 935                 | Porsche 3.0L F6 turbo      | D      | 331    |
| 5    | Gp.6 3.0 | 11  | Grand Touring Cars Inc.                  | Derek Bell Vern Schuppan                                           | Mirage M8                   | Cosworth DFV 3.0L V8       | G      | 326    |
| 6    | Gp.5 SP  | 52  | G. Méo                                   | Raymond Touroul Alain Cudini                                       | Porsche 911 Carrera RSR     | Porsche 3.0L F6            | D      | 314    |
| 7    | Gp.6 3.0 | 17  | Joest Racing                             | Ernst Kraus Günther Steckkönig                                     | Porsche 908/3 Turbo         | Porsche 2.1L F6 turbo      | G      | 313    |
| 8    | GTP      | 1   | Inaltéra                                 | Henri Pescarolo Jean-Pierre Beltoise                               | Inaltéra LM                 | Cosworth DFV 3.0L V8       | M      | 305    |
| 9    | Gp.5 SP  | 63  | Egon Evertz K.G.                         | Heinz Martin Hartwig Bertrams Egon Evertz                          | Porsche 934                 | Porsche 3.0L F6 turbo      | D      | 302    |
| 10   | Gp.5 SP  | 42  | BMW Motorsport GmbH/Alpina-Faltz         | Harald Grohs Sam Posey Hughes de Fierlandt                         | BMW 3.0 CSL                 | BMW 3.5L S6                | G      | 299    |
| 11   | Gp.5 SP  | 54  | Louis Meznarie                           | Hubert Striebig Anne-Charlotte Verney Helmut Kirschoffer           | Porsche 934/5               | Porsche 3.0L F6 turbo      | D      | 298    |
| 12   | Gp.4 GT  | 71  | "Ségolen"                                | André Gahinet Michel Ouvière Jean-Yves Gadal                       | Porsche 911 Carrera RSR     | Porsche 3.0L F6            | M      | 292    |
| 13   | Gp.5 SP  | 53  | ASA Cachia                               | Thierry Sabine Philippe Dagoreau Jean-Claude Andruet               | Porsche 911 Carrera RSR     | Porsche 3.0L F6            | G      | 288    |
| 14   | IMSA GT  | 77  | Tom Vaugh                                | Tom Vaugh John Rulon-Miller Jean-Pierre Laffeach                   | Porsche 911 Carrera RSR     | Porsche 3.0L F6            | G      | 283    |
| 15   | Gp.6 2.0 | 35  | Daniel Brillat Georges Morand            | Georges Morand François Trisconi André Chevalley                   | Lola T292                   | Cosworth BDG 1998cc S4     | F      | 279    |
| 16   | Gp.4 GT  | 57  | Gelo Racing Team                         | Tim Schenken Toine Hezemans                                        | Porsche 934                 | Porsche 3.0L F6 turbo      | G      | 277    |
| 17   | Gp.4 GT  | 67  | Joël Laplacette                          | Joël Laplacette Alain Leroux Georges Bourdillat                    | Porsche 911 Carrera RSR     | Porsche 3.0L F6            | M      | 273    |
| 18   | Gp.5 SP  | 50  | Thierry Perrier                          | Thierry Perrier Guy de Saintpierre Martine Rénier                  | Porsche 911 Carrera RSR     | Porsche 3.0L F6            | D      | 273    |
| 19   | Gp.4 GT  | 65  | Kremer Racing                            | Bob Wollek Didier Pironi Marie-Claude Beaumont                     | Porsche 934                 | Porsche 3.0L F6 turbo      | G      | 270    |
| 20   | GTP      | 3   | Aseptogyl                                | Lella Lombardi Christine Dacremont                                 | Lancia Stratos Turbo        | Ferrari Dino 2.4L V6 turbo | M      | 265    |
| 21   | GTP      | 2   | Inaltéra                                 | Jean Rondeau Jean-Pierre Jaussaud Christine Beckers                | Inaltéra LM                 | Cosworth DFV 3.0L V8       | M      | 264    |
| 22   | Gp.6 2.0 | 31  | Chandler IBEC/Dorset Racing Associates   | Tony Birchenhough Ian Bracey Simon Phillips Brian Joscelyne        | Lola T294                   | Cosworth FVC 1950cc S4     | G      | 252    |
| 23   | Gp.5 SP  | 55  | Equipe Alméras Frères                    | Christian Poirot René Boubet Jean-Claude Lagniez                   | Porsche 911 Carrera RSR     | Porsche 3.0L F6            | D      | 245    |
| 24   | Gp.2 TS  | 95  | Les Maisons de Week-End                  | Jean-Louis Ravenel Jean Ravenel Jean-Marie Détrin                  | BMW 3.0 CSL                 | BMW 3.5L S6                | D      | 237    |
| NC   | Gp.6 2.0 | 30  | Jean-Marie Lemerle                       | Jean-Marie Lemerle Alain Levié Patrick Daire                       | Lola T294                   | Simca-ROC 1996cc S4        | G      | 218    |
| NC   | Gp.4 GT  | 61  | ASA Cachia                               | Jean-Claude Andruet Henri Cachia Jacques Borras                    | Porsche 934                 | Porsche 3.0L F6 turbo      | D      | 203    |
| NC   | Gp.4 GT  | 70  | "Beurlys"                                | Jean Blaton Nick Faure John Goss                                   | Porsche 934                 | Porsche 3.0L F6 turbo      | D      | 168    |
| DNF  | Gp.5 SP  | 47  | Porsche Kremer Racing                    | Juan Carlos Bolaños Eduardo Lopez Negrete Billy Sprowls Hans Heyer | Porsche 935                 | Porsche 2.8L F6 turbo      | G      | 272    |
| DNF  | Gp.4 GT  | 58  | Porsche Club Romand G.V.E.A.             | Bernard Cheneviére Peter Zbinden Nicolas Bührer                    | Porsche 934                 | Porsche 3.0L F6 turbo      | M      | 270    |
| DNF  | Gp.6 2.0 | 26  | Société Racing Organisation Course       | Fred Stalder Albert Dufrène Alain Flotard                          | Chevron B36                 | Simca-ROC 1996cc S4        | G      | 241    |
| DNF  | Gp.4 GT  | 69  | Schiller Racing Team                     | Claude Haldi Florian Vetsch                                        | Porsche 934                 | Porsche 3.0L F6 turbo      | G      | 219    |
| DNF  | Gp.6 3.0 | 18  | Martini Racing Porsche System            | Reinhold Joest Jürgen Barth                                        | Porsche 936                 | Porsche 2.1L F6 turbo      | G      | 218    |
| DNF  | Gp.5 SP  | 46  | Team Brock                               | Peter Brock Brian Muir Jean-Claude Aubriet                         | BMW 3.0 CSL                 | BMW 3.5L S6                | D      | 156    |
| DNF  | IMSA GT  | 78  | Diego Febles Racing                      | Diego Febles Alec Poole Hiram Cruz                                 | Porsche 911 Carrera RSR     | Porsche 3.0L F6            | G      | 144    |
| DNF  | Gp.6 3.0 | 19  | Renault Sport                            | Jean-Pierre Jabouille Patrick Tambay José Dolhem                   | Renault Alpine A442         | Renault 1997cc V6 turbo    | M      | 135    |
| DNF  | Gp.5 SP  | 44  | ASPM-Tanday Music                        | Jean-Claude Justice Jean Bélin                                     | BMW 3.0 CSL                 | BMW 3.5L S6                | D      | 128    |
| DNF  | GTP      | 5   | Ecurie Batteries et Piles TS             | Claude Ballot-Léna Guy Chasseuil Xavier Mathiot                    | WM P76                      | Peugeot PRV 2.7L V6        | M      | 125    |
| DNF  | Gp.6 3.0 | 16  | Egon Evertz K.G.                         | Egon Evertz Leo Kinnunen                                           | Porsche 908/3 Turbo         | Porsche 2.1L F6 turbo      | D      | 124    |
| DNF  | Gp.5 SP  | 43  | BMW Motorsport GmbH Schnitzer Motorsport | Dieter Quester Albrecht Krebs Alain Peltier                        | BMW 3.0 CSL                 | BMW 3.5L S6                | G      | 117    |
| DNF  | NASCAR   | 90  | NASCAR W.C. Donlavey                     | Dick Brooks Dick Hutcherson Marcel Mignot                          | Ford Torino                 | Ford 7.0L V8               | G      | 104    |
| DNF  | Gp.6 2.0 | 27  | Société Racing Organisation Course       | François Servanin Laurent Ferrier                                  | Chevron B36                 | Simca-ROC 1996cc S4        | G      | 88     |
| DSQ  | Gp.6 2.0 | 29  | José Thibault                            | José Thibault Alain Hubert Michel Lateste                          | Lenham                      | Cosworth FVC 1840cc S4     | G      | 88     |
| DNF  | Gp.4 GT  | 72  | William Vollery                          | William Vollery Jean-Pierre Aeschlimann Roger Dorchy               | Porsche 911 Carrera RS      | Porsche 3.0L F6            | M      | 82     |
| DNF  | Gp.4 GT  | 62  | P. Dagoreau                              | Christian Bussi Philippe Gurdjian Christian Gouttepifre            | Porsche 911 Carrera RSR     | Porsche 3.0L F6            | D      | 79     |
| DNF  | Gp.5 SP  | 49  | Gelo Racing Team                         | Clemens Schickentanz Howden Ganley                                 | Porsche 911 Carrera RSR     | Porsche 3.0L F6            | G      | 74     |
| DNF  | Gp.6 2.0 | 33  | Schäfer Team                             | Georges Schäfer Jean-Pierre Adatte Riccardo Albanesi               | Chevron B36                 | Cosworth FVC 1980cc S4     | F      | 62     |
| DNF  | Gp.4 GT  | 73  | Sion Auto                                | André Haller Claude Buchet Jean-Luc Favresse                       | Datsun 260Z                 | Datsun 2.6L S6             | G      | 39     |
| DNF  | IMSA GT  | 76  | IMSA/Greenwood Corvettes                 | John Greenwood Bernard Darniche                                    | Chevrolet Corvette Stingray | Chevrolet 7.0L V8          | G      | 29     |
| DNF  | Gp.5 SP  | 41  | BMW Motorsport GmbH                      | Brian Redman Peter Gregg                                           | BMW 3.0 CSL Turbo           | BMW 3.2L S6 turbo          | G      | 23     |
| DNF  | Gp.5 SP  | 45  | Hermetite Productions Ltd.               | John Fitzpatrick Tom Walkinshaw                                    | BMW 3.0 CSL                 | BMW 3.5L S6                | G      | 17     |
| DNF  | IMSA GT  | 75  | IMSA/Michael Keyser                      | Michael Keyser Eddie Wachs                                         | Chevrolet Monza GT          | Chevrolet 4.4L V8          | G      | 11     |
| DNF  | Gp.6 3.0 | 21  | GVEA Porsche Club Ramond Xavier Lapeyre  | Xavier Lapeyre Bernard Chevanne                                    | Lola T286                   | Cosworth DFV 3.0L V8       | G      | 9      |
| DNF  | Gp.5 SP  | 48  | Jean-Louis Chateau                       | Jean-Louis Chateau Dominique Fornage Jean-Claude Guérie            | Porsche 934/5               | Porsche 3.0L F6 turbo      | D      | 9      |
| DNF  | NASCAR   | 4   | NASCAR Hershel McGriff                   | Hershel McGriff Doug McGriff                                       | Dodge Charger               | Dodge Hemi 5.6L V8         | G      | 2      |
| DNF  | Gp.6 2.0 | 36  | Cheetah Racing Cars                      | Daniel Brillat Michel Degourmois Jean-Claude Depince               | Cheetah G-601               | BMW 1998cc S4              | G      | 2      |
| DNS  | GTX      | 82  | Wicky Racing Team                        | Martial Delalande Jacques Marché Max Cohen-Olivar                  | De Tomaso Pantera           | Ford 5.8L V8               |        | 0      |
| DNQ  | Gp.6 3.0 | 8   | Racing Team Schulthess                   | Heinz Schulthess Jean-Claude Lagniez Max Antichan                  | Toj SC301                   | Cosworth DFV 3.0L V8       | G      | 0      |
| DNQ  | Gp.6 2.0 | 25  | Racing Team Schulthess                   | Heinz Schulthess Jean-Claude Lagniez Max Antichan                  | Toj SC204                   | Simca-ROC 1996cc S4        | G      | 0      |
| DNQ  | Gp.4 GT  | 83  | Paul Rilly                               | Paul Rilly Roger Le Veve                                           | Porsche 911 Carrera SC      | Porsche 3.0L F6            | M      | 0      |

1923 · 1924 · 1925 · 1926 · 1927 · 1928 · 1929 · 1930 · 1931 · 1932 · 1933 · 1934 · 1935 · 1936 · 1937 · 1938 · 1939 · 1940 - 1948 · 1949 · 1950 · 1951 · 1952 · 1953 · 1954 · 1955 (Ramp) · 1956 · 1957 · 1958 · 1959 · 1960 · 1961 · 1962 · 1963 · 1964 · 1965 · 1966 · 1967 · 1968 · 1969 · 1970 · 1971 · 1972 · 1973 · 1974 · 1975 · 1976 · 1977 · 1978 · 1979 · 1980 · 1981 · 1982 · 1983 · 1984 · 1985 · 1986 · 1987 · 1988 · 1989 · 1990 · 1991 · 1992 · 1993 · 1994 · 1995 · 1996 · 1997 · 1998 · 1999 · 2000 · 2001 · 2002 · 2003 · 2004 · 2005 · 2006 · 2007 · 2008 · 2009 · 2010 · 2011 · 2012 · 2013 · 2014 · 2015 · 2016 · 2017 · 2018 · 2019 · 2020 · 2021 · 2022 · 2023 · 2024